# رازبورای اسپی
رازبورای لمبچاپ یا رازبورای رنگی‌پوش دروغین (Trigonostigma espei) یک گونه از پرتوبالگان است. علت نام‌گذاری رازبورای رنگی‌پوش درغین به دلیل شباهت بسیار زیاد این ماهی به گونه رازبورای رنگی‌پوش است. وجود یک خط مورب سیاه در قسمت انتهایی سرپوش آبششی، این ماهی را از رازبورای رنگی‌پوش متمایز می‌سازد. دمای ۲۳ تا ۲۷ درجه سانتی‌گراد و اسیدیته (ph) بین ۶ تا ۷ برای این ماهی مناسب است. بهتر است که این ماهی در گروه‌های هشت تا ده تایی در کنار سایر ماهی‌های صلح‌جوی کوچک دیگر نگهداری شود.

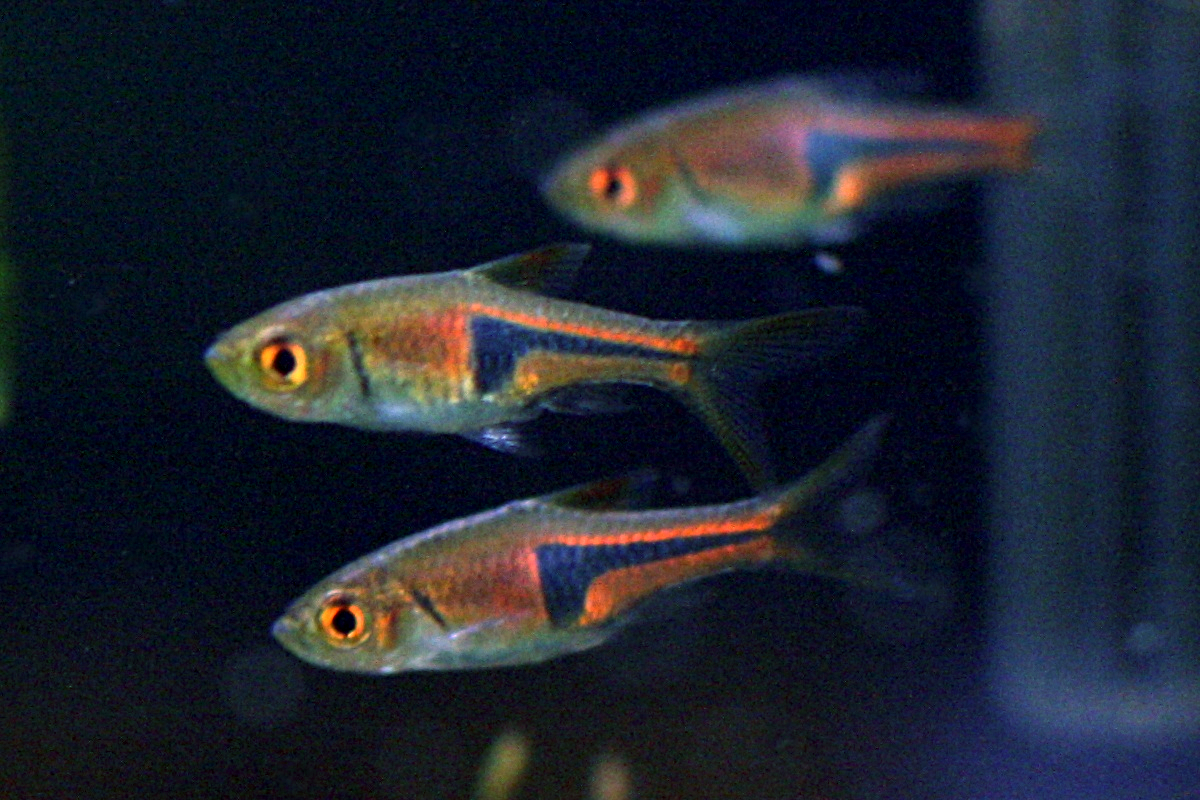